# Rocket Racing
Rocket Racing è un videogioco di guida del 2023 sviluppato da Psyonix e pubblicato da Epic Games per PlayStation 4, PlayStation 5, Xbox One, Xbox Series X/S, iOS, Android, Microsoft Windows e Nintendo Switch. È uno spin-off del videogioco del 2015 Rocket League.
È possibile giocarci attraverso il videogioco Fortnite.

## Modalità di gioco
Nel gioco, fino a dodici giocatori si sfidano su un percorso, con l'obiettivo di completare la corsa prima degli altri evitando gli ostacoli. I giocatori sono in grado di saltare sopra alcuni ostacoli o di guidare sulle pareti o soffitti dei tunnel. Se il giocatore esegue derapate nelle curve, la sua "barra di potenza" aumenterà, consentendogli di attivare un temporaneo aumento di velocità rispetto agli altri giocatori. A differenza di altri giochi di corse, Rocket Racing non include oggetti o armi unici che il giocatore possa utilizzare contro gli altri per ottenere un vantaggio. Ogni pista nel gioco è valutata in base alla difficoltà, che può essere Novizio, Avanzato o Esperto.
I giocatori possono sbloccare design unici per la loro auto completando determinati obiettivi o tramite il pass battaglia di Fortnite. Inoltre, alcuni design possono essere acquistati tramite il negozio oggetti con i V-Bucks, la valuta di Fortnite. Le auto sbloccate o acquistate in Rocket Racing sono compatibili con Rocket League e possono essere utilizzate anche in quest'ultimo gioco. Lo stesso vale per alcune auto sbloccate in Rocket League.
Mentre il gioco inizialmente includeva stagioni con piste uniche, sfide e oggetti ricompensa, Epic ha dichiarato che, a partire da ottobre 2024, non produrrà più contenuti a tema, concentrandosi invece sulla creazione di sfide per la modalità classificata del gioco, pur supportando le mappe create dagli utenti.

## Accoglienza
Rocket Racing è stato sviluppato da Psyonix, il creatore di Rocket League. Il gioco è stato rilasciato il 8 dicembre 2023, e ha da subito ricevuto recensioni generalmente positive da parte della critica. Dustin Bailey di GamesRadar+, Giovanni Colantonio di Digital Trends e Michael McWhertor di Polygon hanno tutti elogiato il design delle piste e il gameplay, con Bailey e Colantonio che lo hanno considerato uno degli aspetti di maggiore qualità di Fortnite, e quest'ultimo ha descritto il gioco come "la migliore prova di concetto che si potesse chiedere".
Gabriel Moss di IGN e Jake Green di TechRadar sono stati più critici nei confronti del gioco, assegnandogli rispettivamente un 6/10 e un 3/5. Entrambi hanno ritenuto che il gioco mancasse di contenuti e non riuscisse a distinguersi da altri giochi di corse, come Mario Kart, mentre Green ha anche criticato i prezzi degli oggetti cosmetici nel gioco.